# Mount Wood (Jukon)
Mount Wood – szczyt na terytorium Jukon, w Kanadzie, w Górach Świętego Eliasza, na terenie Parku Narodowego Kluane. Jego wysokość wynosi 4850 m n.p.m. i jest to siódmy co do wielkości szczyt w Kanadzie. Po raz pierwszy został zdobyty w 1941.